# Caroline Montigny-Rémaury
Pour les articles homonymes, voir Montigny.
Caroline Montigny-Remaury, née le 21 janvier 1842 à Pamiers et morte le 19 juin 1913 à Paris 8e, était une pianiste française.

## Biographie
Elle est l’épouse du publiciste Léon Montigny, veuve, elle épouse l'ingénieur des Ponts et chaussées Auguste Wieczffinski de Serres (1841-1900), elle est la sœur de l’artiste peintre Léontine Rémaury laquelle est l'épouse de l’artiste peintre Louis Bauderon de Vermeron, la belle-sœur d'Ambroise Thomas, directeur du Conservatoire de Paris.
Elle est la mère de Jean-Maurice-Charles Montigny, (né le 18 octobre 1866, Paris 9e), préfet de la Sarthe, et d’Alice Montigny, en littérature Henry Ferrare, épouse du sculpteur Emile Lafont, (mariage le 3 juillet 1894, Paris 9e).
Elle fut l'élève de Franz Liszt. Elle se produisit en province et à l'étranger, à Bordeaux, à Lyon, à Londres, où son apparition fit sensation, et au Gûrzenich de Cologne, où elle s'était rendue sur la demande de Ferdinand Hiller, et où elle obtint un véritable triomphe. Pianiste virtuose, elle fut une inspiratrice pour beaucoup de compositeurs et se vit souvent dédier des œuvres, par Pierné, Fauré ou Saint-Saëns. Ce dernier écrivit son Wedding Cake pour son second mariage en 1886 (elle devint alors Caroline de Serres Wieczffinski), et lui dédia ses Études pour la Main gauche seule, opus 135 (1912), après qu'elle se fut gravement blessée à la main droite, et avec laquelle elle ne pouvait plus jouer.
Elle meurt le 19 juin 1913, en son domicile  2, Cité Odiot, elle est inhumée au Père Lachaise.